# Johann Pasquich
Johann Pasquich (ca. 1753 – Viena, 15 de novembro de 1829) foi um astrônomo e matemático austro-húngaro.

## Formação e carreira
Originalmente um padre católico na diocese de Zengg, Pasquich assumiu o cargo de adjunto no departamento de física da Universidade de Peste em 1784. Em 1789 foi professor titular de matemática, mas desistiu do cargo em 1797 por motivos de saúde. Em 1798 foi eleito membro correspondente da Academia de Ciências de Göttingen.
Depois de praticar nos observatórios em Viena e Gotha, retornou à universidade em 1802 e em 1803 obteve o posto de segundo astrônomo no observatório da universidade em Buda. Em 1807 foi seu diretor e ao mesmo tempo professor de astronomia na universidade. Pasquich foi encarregado de selecionar um local e os instrumentos para um novo observatório. Em outubro de 1815 o novo observatório em Gellértberg em Buda foi inaugurado. Pasquich administrou este observatório até se aposentar em 1824.
Durante sua cátedra de matemática, Pasquich trabalhou principalmente na análise e sua aplicação à teoria das máquinas. Como professor de astronomia lidou, entre outras coisas, com determinação da posição e estudos da forma da Terra. Escreveu vários livros didáticos, em particular uma introdução à matemática e uma introdução aos métodos de cálculo astronômico.
Quando seu assistente Daniel Kmeth afirmou publicamente, por causa de uma discórdia, que Pasquich havia falsificado as observações do cometa de 1821 para melhor concordar com os resultados de outros astrônomos, Pasquich foi  reabilitado por Heinrich Christian Schumacher, Friedrich Wilhelm Bessel, Heinrich Olbers, Johann Franz Encke e Carl Friedrich Gauss.

## Obras
- Epitome elementorum astronomiae sphaerico-calculatoriae. Wien 1811
  - Band 1: Elementa theoretica astronomiae sphaerico-calculatoriae
  - Band 2: Elementa practica astronomiae sphaerico-calculatoriae
  - Band 3: Appendix ad Joannis Pasquich Epitomen elementorum practicorum astronomiae sphaerico-calculatoriae complectens tabulas auxiliares

- Anfangsgründe der gesammten theoretischen Mathematik.
  - Band 1: Anfangsgründe der allgemeinen Größenlehre und decadischen Arithmetik. Wien 1812 (online)
  - Band 2: Anfangsgründe der Geometrie; ebenen und sphärischen Trigonometrie; und der Differential- und Integralrechnung. Wien 1813 (online)